# Ruandopsis fasciata
Ruandopsis fasciata är en insektsart som beskrevs av Evans 1971. Ruandopsis fasciata ingår i släktet Ruandopsis och familjen dvärgstritar. Inga underarter finns listade i Catalogue of Life.